# Takayus sublatifolius
Takayus sublatifolius là một loài nhện trong họ Theridiidae.
Loài này thuộc chi Takayus. Takayus sublatifolius được Chuandian Zhu miêu tả năm 1998.